# Furness-Inseln

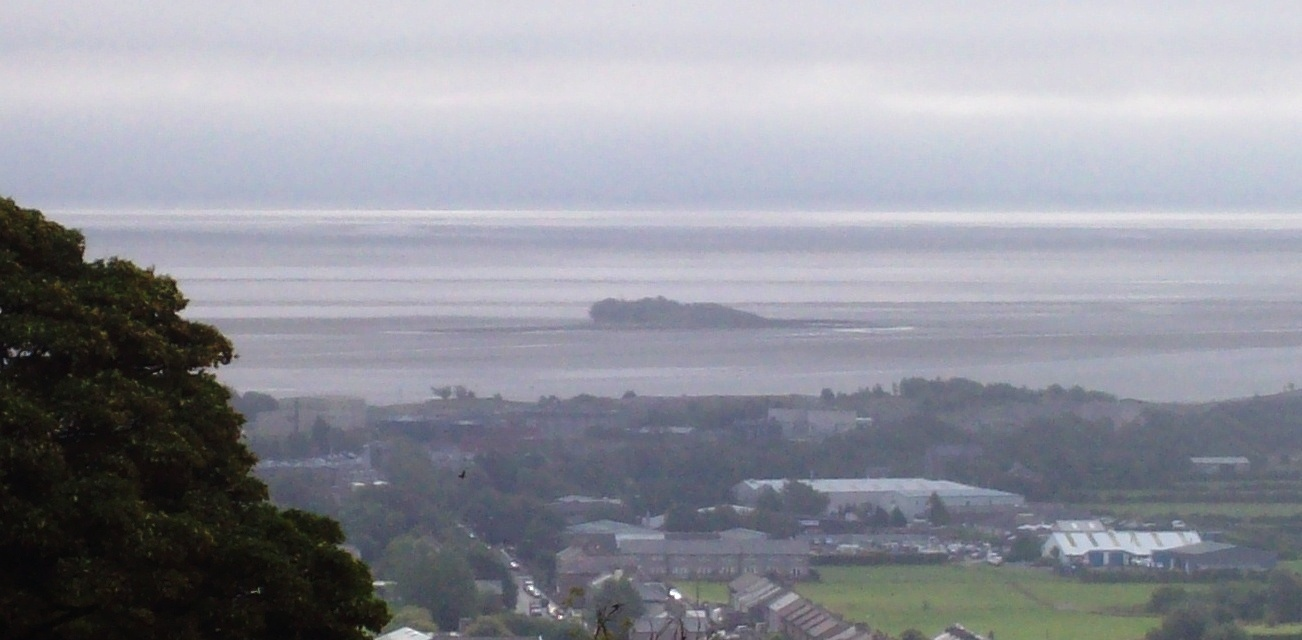
Chapel Island

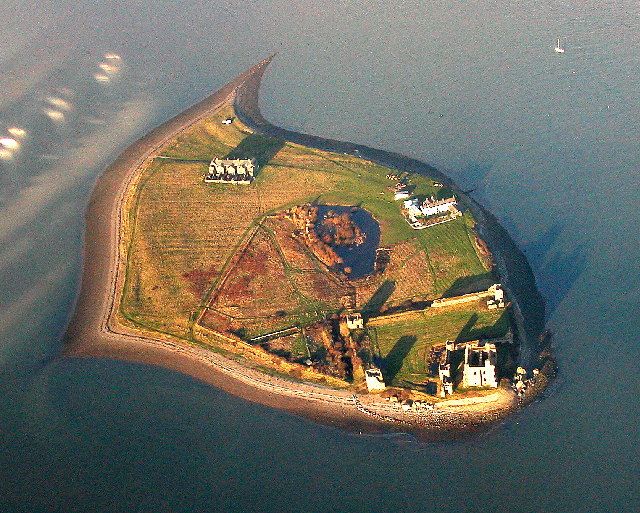
Piel Island

Die Furness-Inseln liegen im Südwesten und Osten der Halbinsel Furness in Westmorland and Furness in der Grafschaft Cumbria im Nordwesten Englands. Innerhalb Englands sind sie die drittgrößte Inselgruppe. Im Allgemeinen sind sie sehr klein, obwohl Walney Island mit 12,99 km² die achtgrößte Insel Englands ist. Von den Inseln sind nur Walney Island, Barrow Island, Roa Island und Piel Island bewohnt. Mit etwa 15.000 Einwohnern stellen sie 20 % der Bewohner des Bezirks. Sie sind die größte Gruppe von Inseln zwischen Anglesey in Wales und dem Firth of Clyde in Schottland.
Die Inseln sind:
- Walney Island – Einwohnerzahl 10.651 (Orte Biggar, North Scale, North Walney und Vickerstown)
- Barrow Island – Einwohnerzahl 2.616
- Sheep Island – Einwohnerzahl 0
- Roa Island – Einwohnerzahl ≈ 100
- Piel Island – Einwohnerzahl ≈ 10
- Foulney Island – Einwohnerzahl 0
- Chapel Island – Einwohnerzahl 0

Dazu kommen die Eilande Dova Haw auch als Crab Island bekannt und Headin Haw im Walney Channel. Ramsey Island ist genau wie Barrow Island Teil des Hafens von Barrow.
Chapel Island, Piel Island, Foulney Island und Sheep Island können bei niedrigem Wasser zu Fuß erreicht werden. Vor dem Gang zu Piel Island und Chapel Island sollte man vorher genaue Informationen einholen, da die Bedingungen sehr gefährlich sein können.